# Stephen Caracappa és Louis Eppolito
Stephen Caracappa és Louis Eppolito a New York-i rendőrség (NYPD) korábbi nyomozói voltak, akik az amerikai maffia öt családjának, elsősorban a Lucchese és a Gambino bűnözőklánnak a megbízásából végezték különböző illegális tevékenységüket. Ők ketten "maffiazsaruk" néven váltak ismertté. 2006-ban elítélték őket munkaügyi zsarolás, zsarolás, drogkereskedelem, illegális szerencsejáték, az igazságszolgáltatás akadályozása, nyolcrendbeli gyilkosság és gyilkosságra való felbujtás miatt, a vádak az 1980-as években és az 1990-es évek elején New Yorkban, illetve a 2000-es években Las Vegasban keletkeztek. Mindkettőjüket 2006-ban ítélték el, és 2009-ben életfogytiglani börtönbüntetésre ítélték őket.

## Rendőrségi pályafutásuk

### Caracappa
Stephen Caracappa (1942. november 12. - 2017. április 8.) az 1970-es évek végétől a New York-i rendőrség szervezett bűnözéssel foglalkozó egységénél dolgozott Brooklynban, New York városában. Egy ideig a Staten Island-i Great Killsben élt. Ezt követően magánnyomozóként dolgozott, és 1992-ben rokkantnyugdíjjal ment nyugdíjba, Eppolitóval együtt Las Vegasba költözött. Caracappa a Las Vegas-i női büntetés-végrehajtási intézetben dolgozott büntetés-végrehajtási tisztként. A 2006-os tárgyalás során ő és Eppolito is azt állította, hogy az eljárás során diszkriminálták őket.

### Eppolito
Louis Eppolito (1948. július 22. - 2019. november 3.) a New York-i Brooklynban született és East Flatbushban nőtt fel, Theresa Eppolito, egy bejegyzett ápolónő és Ralph Eppolito, a Gambino bűnözőklán egyik szövetségesének fia volt, apai nagybátyja és unokatestvére, James Eppolito és James Eppolito Jr, szintén a Gambino bűnözőklán tagjai voltak, a helyi vezér Nino Gaggi bandájához tartoztak. Felnőve Eppolito több más maffiózókkal is megismerkedett. Nagybátyját és unokatestvérét később Gaggi és a Gambino bűnözőklán katonája, Roy DeMeo gyilkolta meg, a Gambino főnök, Paul Castellano engedélyével. Amikor 1969-ben jelentkezett a New York-i rendőrséghez (NYPD), Eppolito hamisan állította, hogy nincs kapcsolata a szervezett bűnözéssel.
Eppolito végül 1977-ben nevezték ki nyomozói rangra, és ez a munkája számos címlapra került. 1983-ban azzal gyanúsították és végül felmentették, hogy a New York-i rendőrség hírszerzési jelentéseit Rosario Gambinónak, Castellano és Carlo Gambino távoli rokonának adta át. Eppolito 1990 végén vonult nyugdíjba rendőrként. 1992-ben könyvet írt Mafiazsaru: Egy becsületes zsaru története, akinek a családja a maffia volt címmel, amelyben arról beszélt, hogy megpróbálta elkerülni, hogy a maffiába keveredjen, és hogy a Rosario Gambino korrupciós ügy miatt meg kellett küzdenie a hírnevéért, amit a New York-i rendőrségtől való távozásának okaként említett.
Miután találkozott Joe Pesci színésszel a Cafe Centralban, egy hírességek által látogatott étteremben, Eppolito kisebb színészi karriert futott be, és olyan filmekben kapott kisebb szerepeket, mint a Lost Highway – Útvesztőben, a Ragadozó 2 és a Nagymenők. 1994 körül Las Vegasba költözött, és az Infiniti márkakereskedésben autókat árult, ahol az eladótársakat a rendőrségen töltött idejéből származó bűnügyi helyszíni fotókkal szórakoztatta.

## Maffia karrier
1985-re a szövetségi hatóságok Caracappát és Eppolitót a New York-i maffia társaiként jegyezték fel. Caracappa ekkoriban a New York-i rendőrség Brooklynban működő főügyosztályán belül a Szervezett Bűnözés Elleni Gyilkossági Osztály tagja volt. Mindketten arról voltak ismertek, hogy rendőri munkájuk során gyakorta nem megengedett módszereket alkalmaztak az eredményeik eléréséhez.

### Anthony "Gaspipe" Casso
A Lucchese bűnözőklán alfőnöke, Anthony "Gaspipe" Casso szerint, amikor 1994-ben megpróbált a tanúvédelmi programba jelentkezni, ő és főnöke, Vittorio "Vic" Amuso 1985-től kezdve 375000 dollárt fizettek Eppolitónak és Caracappának kenőpénzként, és gyilkossági megbízásokra vonatkozó kifizetésekként. Casso 1986-ban azt állította, hogy egy ellene elkövetett merénylet megtorlásaként - Casso és Amuso utasítására - a két rendőrnyomozó elrabolta és átadta James Hydellt, a Gambino bűnözőklán egyik szövetségesét, akit aztán Casso megölt. Később, szintén Casso utasítására, Caracappa és Eppolito Louis Daidone segítségével meggyilkolták a Lucchese bűnözőklán egyik tagját, Bruno Facciolót, mivel Casso arra gyanakodott, hogy besúgó lett. Facciolo megölése arról a kitömött kanáriról nevezetes, amelyet szövetségi ügynökök találtak a szájában a tetthelyen, és amelyet a többi informátornak szóló üzenetnek tekintettek. Casso - legalábbis részben megtorlásul Castellano 1985-ös, John Gotti által megrendezett meggyilkolásáért - Caracappát és Eppolitót utasította, hogy öljék meg a Gambino helyi vezért Edward "Eddie" Linót. 1990. november 6-án a nyomozók félreállították Linót a Mercedes-Benz típusú 1990-es autójával, és kilencszer rálőttek.

## Las Vegas-i "nyugdíjazás"
Miután a kilencvenes évek közepén New York szinte minden bűnszervezetét vád alá helyezték, Caracappa és Eppolito Las Vegasba vonult vissza. Casso később megerősítette, hogy mindkét "maffiazsaru" még mindig részt vesz a nevadai maffiaüzletekben. Lastorino 1993-ban felvette velük a kapcsolatot, hogy meggyilkolják a Gambino bűnözőklán új fejét, John "Junior" Gottit, akinek apját 1992-ben életfogytiglani börtönbüntetésre ítélték. Az akció azonban kudarcba fulladt. Lastorino azt is szerette volna, ha a nyomozók meggyilkolják a Lucchese bűnözőklán alvezérét, Stephen "Wonderboy" Creát, de ez a terv is kudarcba fulladt a klán ellen emelt vádak miatt. Az 1990-es évek végén Caracappa és Eppolito is összeesküdött, hogy megölik a Gambino klán egykori alvezérét, Salvatore "Sammy the Bull" Gravanót, aki 1992-ben belépett a tanúvédelmi programba, miután tanúskodott az idősebb Gotti ellen, és felveszik a Gotti testvére, Peter által ígért jutalmat. Gravanót később letartóztatták és 2003-ban kábítószer-kereskedelemért bűnösnek találták, és tizenkilenc év börtönbüntetésre ítélték.

## Ítéleteik és büntetéseik
Hosszas nyomozás után, amelynek csúcspontját Burton Kaplan azon döntése jelentette, hogy tanúskodik korábbi szövetségesei ellen, 2005 márciusában Caracappát és Eppolitót is letartóztatták, és zsarolással, az igazságszolgáltatás akadályozásával, valamint nyolcrendbeli gyilkossággal és felbujtással vádolták meg őket. Ezek között szerepelt James Hydell, Nicholas Guido, John "Otto" Heidel, John Doe, Anthony DiLapi, Bruno Facciolo, Edward Lino és Bartholomew Boriello meggyilkolása - és a Gravano meggyilkolására irányuló részvételük. Kaplan, egy üzletember és hivatásos bűnöző, aki összekötő kapocs volt Casso és a két nyomozó között, volt a fő vádlott, aki két napon át lebilincselő vallomást tett a tárgyaláson.
2006. június 30-án az eljáró szövetségi bíró, Jack B. Weinstein egy formaság miatt - az ötéves elévülési idő lejárt a zsarolásos összeesküvés fő vádpontjában - hatályon kívül helyezte a Caracappa és Eppolito elleni zsarolásos gyilkossági ítéletet. 2008. szeptember 17-én egy szövetségi fellebbviteli bíróság elrendelte, hogy a zsarolás miatt hozott ítéleteket helyezzék vissza. 2008. szeptember 17-én New York város 18,4 millió dollárt fizetett a Caracappa és Eppolito áldozatainak családtagjai által indított hét per rendezésére.
A szövetségi kormány elveheti az életemet. Ember vagyok. A lelkemet nem vehetik el. Nem vehetik el a büszkeségemet. Nem vehetik el a méltóságomat... Keményen dolgozó zsaru voltam. Soha nem bántottam senkit. Soha nem raboltam el senkit... Soha nem tettem ilyesmit.
2009. március 6-án Eppolitót életfogytiglani börtönbüntetésre plusz 100 évre, Caracappát pedig életfogytiglani börtönbüntetésre plusz 80 évre ítélték. Mindkettőjüket több mint 4 millió dollár pénzbüntetésre ítélték. 2010. július 23-án a másodfokú bíróság helybenhagyta az ítéletüket.

## Börtönbüntetésük és haláluk
Caracappát a floridai Coleman-i Egyesült Államok Büntetés-végrehajtási Intézetében tartották fogva. 2017. április 8-i halála előtt egy észak-karolinai szövetségi börtönbe szállították át, ahol rákban halt meg.
Eppolito az Egyesült Államok Tucsonban lévő Egyesült Államok Büntetés-végrehajtási Intézetében, egy magas biztonsági fokozatú szövetségi börtönben volt bebörtönözve. 2019. november 3-án halt meg szövetségi őrizetben egy tucsoni kórházban. Halálának okát nem hozták nyilvánosságra.

## Fordítás
- Ez a szócikk részben vagy egészben  a   Stephen Caracappa and Louis Eppolito című angol Wikipédia-szócikk ezen változatának fordításán alapul.  Az eredeti cikk szerkesztőit annak laptörténete sorolja fel. Ez a jelzés csupán a megfogalmazás eredetét és a szerzői jogokat jelzi, nem szolgál a cikkben szereplő információk forrásmegjelöléseként.